# (43761) 1986 QQ3
(43761) 1986 QQ3 là một tiểu hành tinh vành đai chính. Nó được phát hiện bởi Henri Debehogne ở Đài thiên văn La Silla ở Chile ngày 29 tháng 8 năm 1986.